# John Luther Long
Pour les articles homonymes, voir John Long (homonymie), Luther (homonymie) et Long.
John Luther Long, né à Hanover en Pennsylvanie le 1er janvier 1861, mort le 31 octobre 1927, est un avocat, écrivain et scénariste américain.

## Biographie
John Luther Long, avocat à la barre de Philadelphie apprécie la littérature et pendant ses loisirs, écrit des histoires, jeux, et poésies.
Le 17 janvier 1882, il épouse Mary Jane Sprenkleet, exerce son travail d’avocat et quatre ans plus tard son épouse met au monde un petit garçon prénommé Bayard.
Les mois d'été, sur la plage de New Jersey, il s’adonne à sa passion qui est l’écriture. Fasciné par la culture japonaise, il écrit plusieurs histoires sur ce sujet. Sa persévérance est récompensée car il publie Mlle cherry blossom of Tokyo.
Regroupant les souvenirs de sa sœur, Mme Correll, qui avait vécu au Japon avec son mari missionnaire, et en collaboration avec David Belasco producteur et auteur de théâtre très connu, il écrivit et adapta l'histoire dramatique de Madame Butterfly. À la première présentation de la pièce, ce fut immédiatement un succès à New York le 5 mars 1900, et lors d’une tournée théâtrale à Londres, la pièce fut remarquée par Giacomo Puccini qui l’adapta en opéra et présenté pour la première fois à New York le 12 novembre 1906.
Le binôme fonctionna si bien qu’ils écrivirent d’autres histoires comme The Darling of the Gods (1902) et Adrea (1905) mais l’intense succès n’était plus au rendez-vous.
John Luther Long écrivit plus d’une centaine d’histoires romantiques qui mettent essentiellement en évidence les rapports entre les hommes et les femmes, mais aucune n’eut le succès de Madame Butterfly.
Il écrivit aussi pour quelques actrices célèbres tels que Leslie Carter et Minnie Maddern Fiske.
John Luther Long passa les deux derniers mois de sa vie dans un sanatorium près de Clifton, New York, et mourut le 31 octobre 1927 pendant une opération chirurgicale.